# Kaoss Pad

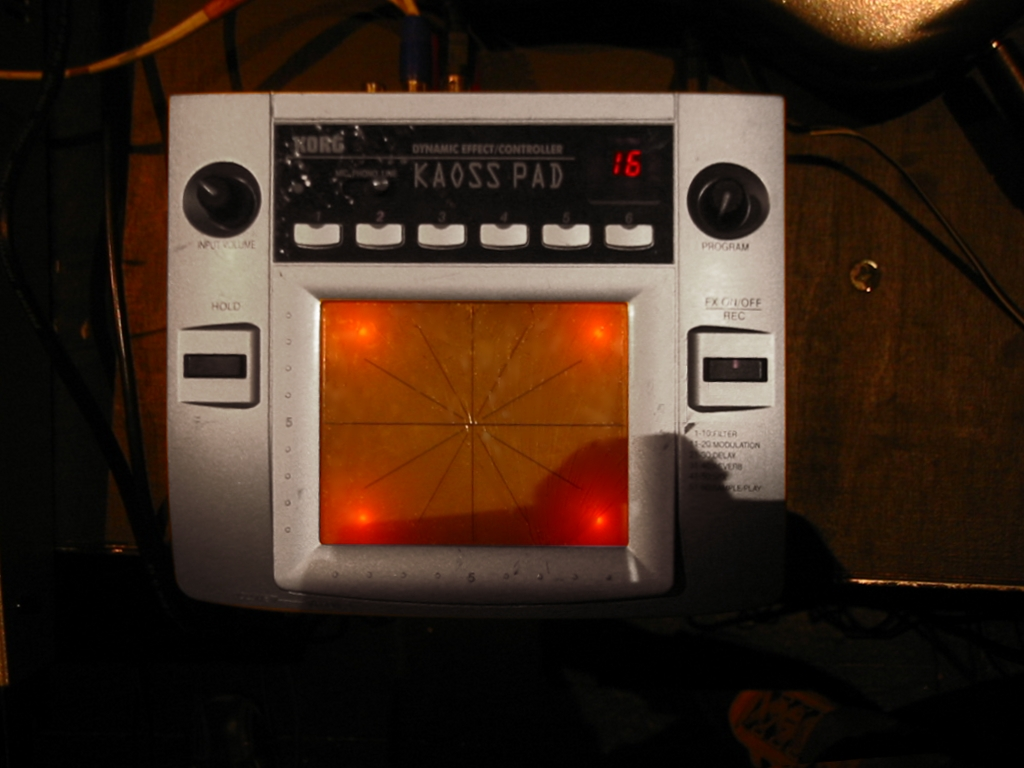
Kaoss Pad

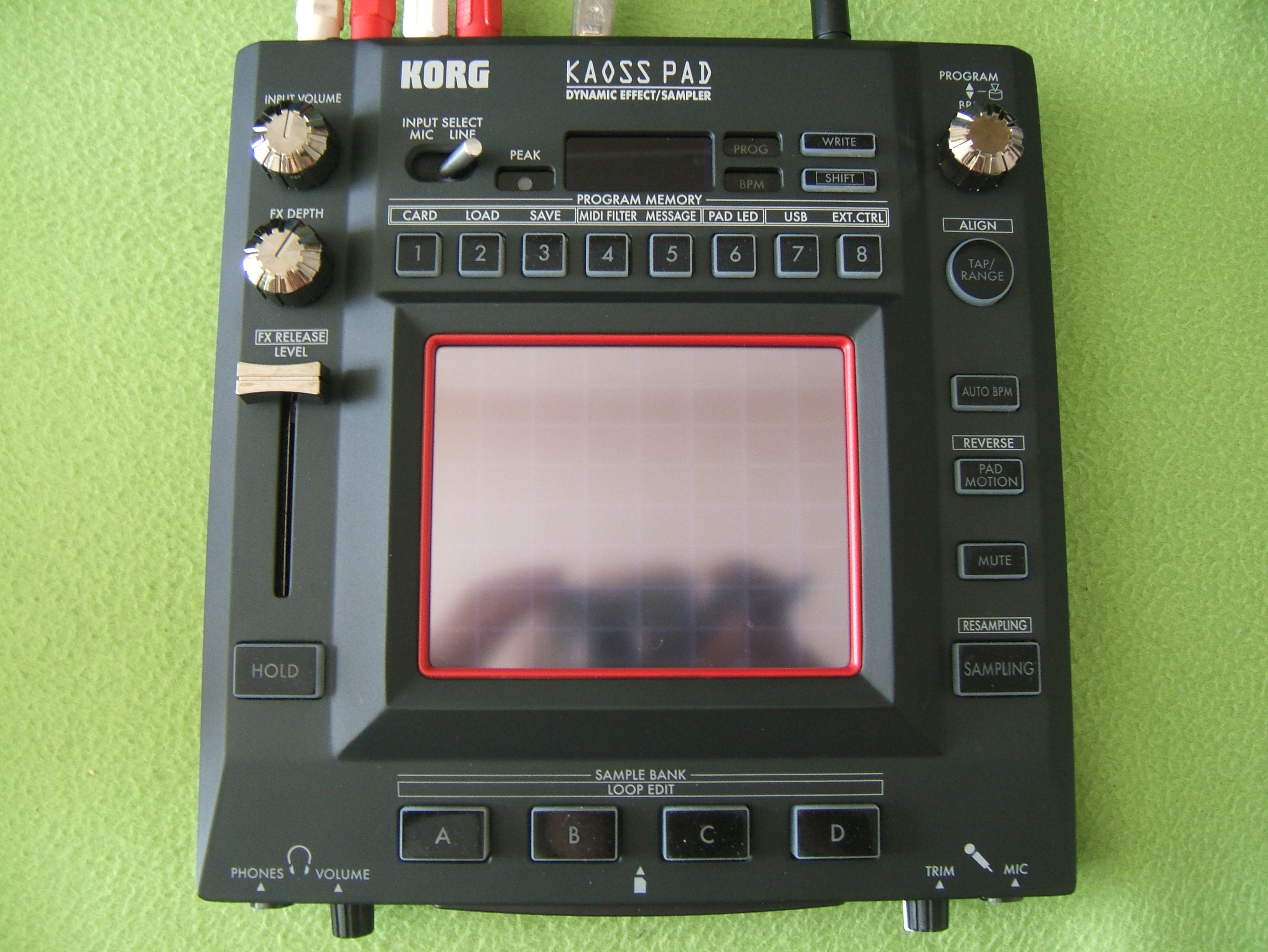
Kaoss Pad 3

Le Kaoss Pad est un boîtier de modification sonore pour tout instrument ou signal audio, à l'image des pédales d'effet, le plus souvent extérieur (nécessitant donc une entrée/sortie jack), parfois incorporé dans l'instrument même.

## Principe
Le Kaoss Pad est une sorte d'écran tactile, de touchpad modifiant considérablement le son de sortie sur un amplificateur. Il peut être utilisé comme sortie MIDI, afin d'être traité par exemple sur un ordinateur.

## Utilisateurs notables du Kaoss Pad
- Matthew Bellamy de Muse (Intégré à nombre de ses nouvelles guitares).
- Shinichi Osawa
- George Perks de The Union Jacks
- Christopher Dudley de Underoath
- Chris Spicuzza de Chimaira
- Jonny Greenwood et Ed O'Brien de Radiohead
- Alessandro Cortini de Nine Inch Nails
- Jochen Arbeit de Einstürzende Neubauten
- Doseone
- El-P
- Brian Eno
- eRikm
- Chris Kilmore
- Korn a utilisé un Kaoss Pad pour leur 4e album, Issues.
- Big City Orchestra
- Blake Lewis
- John Linnell de They Might Be Giants
- Russell Lissack de Bloc Party
- Modeselektor
- Brian Molko de Placebo
- Peter Murphy
- Yoshimi P-We de Boredoms (particulièrement sur Psycho Baba)
- Mike Patton
- Rou Reynolds de Enter Shikari
- Jeff Tweedy et Nels Cline de Wilco.
- Jeremy Michael Ward et Omar Rodríguez-López de The Mars Volta
- Sid Wilson de SlipKnot
- British beatboxer Beardyman
- Jordan Rudess de Dream Theater
- Vadym Proujanov de Dragonforce utilisa un Kaoss Pad sur le 4e album de DragonForce, Ultra Beatdown.
- Axel Krygier
- Johny Noise
- Anthony Feenan de Biffy Clyro
- Trent Reznor
- Beardyman
- Jon Hopkins
- Thom Yorke de Radiohead notamment sur la chanson Everything in Its Right Place de l'album Kid A